# Gotan Project Live
Gotan Project Live è un album doppio dei Gotan Project che contiene registrazioni dal vivo tratte da buona parte dei brani del gruppo fino al 2008.

## Tracce
CD 1
1. Live intro
2. Queremos paz
3. Vuelvo al sur
4. El capitalismo foráneo
5. La del ruso
6. Santa María (del Buen Ayre)
7. Nocturna
8. Tríptico
9. Chunga's revenge
10. Last tango in Paris
11. Sola
12. Santa María (versione orchestrale) (bonus track)

CD 2
1. Diferente
2. La vigüela
3. Amor porteño
4. Época
5. Notas
6. Lunático
7. Che bandonéon (interludio)
8. Una música brutal
9. Santa María (del Buen Ayre)
10. Arrabal
11. El norte
12. Criminal
13. Tríptico
14. Diferente (versione orchestrale) (bonus track)